# Alfons Mańkowski
Alfons Mańkowski (ur. 10 września 1870 w Wielkim Kuntersztynie k. Grudziądza, zm. 14 lutego 1941 w Stutthofie) – polski historyk Kościoła katolickiego, duchowny katolicki, członek Polskiej Akademii Umiejętności.

## Dzieciństwo i młodość
Pochodził z rodziny chłopskiej, był synem Jakuba i Franciszki z Kamińskich. Uczęszczał do gimnazjum niemieckiego w Grudziądzu (1880–1888), następnie studiował w Seminarium Duchownym w Pelplinie (1889–1894); w 1895 w Pelplinie przyjął święcenia kapłańskie. Uzupełniał studia na Uniwersytecie Jagiellońskim (1902), w dziedzinie historii, filozofii i historii literatury, m.in. u Stanisława Tarnowskiego, ks. Stefana Zachariasza Pawlickiego, Stanisława Smolki.

## Działalność duszpasterska
Do 1920 pracował jako wikary bądź administrator w miejscowościach: Gniew (ok. 1895), Tuchola (ok. 1896), Lembarg (ok. 1897), Nowe (1898–1899), Stara Kiszewa (1899–1900), Sarnowo (ok. 1901), Fordon (1902-–1903), Przysiersk (1903–1904), Lubiszewo (1904–1910), Złotowo k. Lubawy (ok. 1910–1920). W latach 1920–1923 był proboszczem w Radzyniu Chełmińskim, a od 1923 do 1940 w Lembargu, k. Brodnicy. W diecezji chełmińskiej pełnił funkcję cenzora ksiąg religijnych (od 1926) oraz prałata kapituły katedralnej (od 1927).

## Działalność naukowa
Od 1929 był członkiem korespondentem Polskiej Akademii Umiejętności. Działał w Towarzystwie Naukowym w Toruniu, redagował wydawnictwa towarzystwa, w latach 1923–1939 pełnił funkcję prezesa, a w 1925 nadano mu godność członka honorowego, wchodził w skład Rady Polskiego Słownika Biograficznego, reprezentując Towarzystwo Naukowe w Toruniu (od 1935). Należał ponadto do Towarzystwa Przyjaciół Nauk w Poznaniu (1928 członek zwyczajny, 1936 członek honorowy), Instytutu Bałtyckiego w Toruniu i Gdyni (1930–1939 wiceprezes), Towarzystwa Miłośników Historii w Poznaniu, Polskiego Towarzystwa Krajoznawczego.
Jako historyk zajmował się dziejami Kościoła katolickiego XIX wieku oraz historią Pomorza Zachodniego. Ogłosił drukiem ponad 280 prac i artykułów, w których zajmował się głównie piśmiennictwem i dziejami książki polskiej, polskością Pomorza, historią diecezji chełmińskiej i warmińskiej, biografiami wybitnych ludzi Pomorza, a także osadnictwem i zwyczajami na Pomorzu. Badał także rządy pruskie na Pomorzu Zachodnim i Ziemi Chełmińskiej. Przygotował do wydania Inwentarz dóbr biskupstwa chełmińskiego z roku 1614 z uwzględnieniem późniejszych do roku 1759 inwentarzy (1926), Inwentarz dóbr kapituły katedralnej chełmińskiej z XVII i XVIII wieku (1927), Polskie ustawy wiejskie XV–XVIII wieku (1938, ze Stanisławem Kutrzebą), Dzieje drukarstwa i piśmiennictwa polskiego w Prusiech Zachodnich wraz ze szczegółową bibliografią druków polskich zachodnio-pruskich, Prałaci i kanonicy katedralni chełmińscy. Opracował ponad 30 haseł do Polskiego Słownika Biograficznego. Był współautorem dzieła Diecezja Chełmińska. Zarys historyczno-statystyczny. Zgromadził bogaty księgozbiór (obejmujący również czasopisma regionalne i dokumenty), który przekazał w darze Seminarium Duchownemu w Pelplinie.

## Działalność społeczna
Brał aktywny udział w działalności społecznej i narodowej. W pierwszych latach XX wieku organizował naukę języka polskiego dla młodzieży szkolnej w Gniewie, Tucholi i Nowem oraz opiekował się towarzystwami przemysłowymi i ludowymi. W 1903 uczestniczył w zjeździe organizacyjnym Związku Towarzystw Polskich w Toruniu. Jako wikary w Lubiszewie był współzałożycielem i członkiem zarządu Banku Ludowego w Tczewie. W okresie 1910–1918 współpracował z „Gazetą Olsztyńską” i działaczami warmińskimi. Współtworzył Towarzystwo Literatów i Dziennikarzy Polskich w Prusach Wschodnich (1910), wchodził w skład Zarządu Rad Nadzorczych Spółdzielni Polskich w Lubawie i Tczewie. W latach 1918–1919 wchodził w skład Podkomisariatu Naczelnej Rady Ludowej w Gdańsku i Powiatowej Rady Ludowej w Lubawie. W 1920 uczestniczył w akcji plebiscytowej na terenie Warmii, Mazur i Powiśla. W 1940 aresztowany przez Niemców, został wywieziony do obozu koncentracyjnego w Stutthofie, gdzie zmarł.

## Ordery i odznaczenia
- Krzyż Oficerski Orderu Odrodzenia Polski (8 listopada 1930)[1]
- Złoty Krzyż Zasługi (15 grudnia 1925)[2]
- Srebrny Wawrzyn Akademicki (7 listopada 1936)[3]

## Publikacje
Był autorem około 160 prac naukowych oraz edycji źródłowych, m.in.:
- Dzieje drukarstwa i piśmiennictwa polskiego w Prusiech Zachodnich wraz ze szczegółową bibliografią druków polskich zachodnio-pruskich (1906)
- Imiona i nazwiska rodzinne a nazwy miejscowe. Przyczynek do nazw miejscowych zachodniopruskich od XVII do XIX wieku (1910)
- Ruch narodowy w pow. lubawskim 1848–1850 (1913)
- Wilkierze dla wsi szlacheckich biskupstwa chełmińskiego z roku 1756 (1913)
- Diecezja chełmińska w roku wojennym 1808 (1916)
- Bractwo kapłanów w trzech dekanatach pomorskich 1701–1735 (1917)
- Warmiacy wśród duchowieństwa diecezji chełmińskiej i pomorskiej (1918)
- Biskup chełmiński Stanisław Jacek Święcicki jako opat komandatoriusz lubiński (1919)
- Przeniesienie stolicy biskupiej z Chełmży do Pelplina, 1824 r. (1920)
- Kapituła katedralna chełmińska 1466–1821 (1921)
- Dzieje myśli uniwersyteckiej na Pomorzu (1925)
- O zadaniach historjografii pomorskiej (1925)
- Ingresy biskupów chełmińskich (1927)
- Inwentarz dóbr biskupstwa chełmińskiego z r. 1614 : z uwzględnieniem późniejszych do r. 1759 inwentarzy (1927)
- Liga Narodowa Polska w pow. kwidzyńsko-gniewskim, 1848–50 (1928)
- Prałaci i kanonicy katedralni chełmińscy : od założenia kapituły do naszych czasów (1928)
- Inwentarze dóbr kapituły katedralnej chełmińskiej z XVII i XVIII w. (1928)
- Constitutiones synodales necnon ordinationes dioecesis Culmensis. P. 1, A saec. XV usque ad XVII (1929)